# Plaza Júlio Prestes
La Plaza Júlio Prestes es un espacio público ubicado en el barrio de Campos Elíseos, en la zona central de la ciudad de São Paulo, Brasil. La plaza, ubicada en el cruce de la rúa Cleveland con la confluencia de la Avenida Duque de Caxias y la rúa Mauá, se encuentra frente a la histórica estación ferroviaria homónima. Antiguamente era llamado Largo Duque de Caxias.
La plaza es contemporánea de la estación, siendo que su construcción inició en 1925 y terminó en 1938. En esta plaza se encuentra el monumento a Alfredo Maia, una estatua de bronce con pedestal de granito obra del escultor brasileño Amedeo Zani.
En la actualidad esta plaza es víctima del proceso de decaimiento urbano de la zona central de la ciudad siendo constamente invadida por indigentes y, además, en las calles cercanas se suele aglomerar el fenómeno social conocido como Cracolandia consistente en una muchedumbre de indigentes y drogadictos que se instalan en las calles de los barrios cercanos a la plaza.